# 口述傳統
口述傳統是一种由口头来一代代传播的文化资料及传统。 用口述或歌唱的方式，例如民间传说、谚语、歌谣、赞美诗等，来传递信息并见证历史。这样，即使没有文字，社会也有机会将文化，例如口述历史、口述文学、口述律法及其他知识，一代代传承。
有时口述傳統只是一个比较狭隘的定义。 社会学家可能也会强调，这需要满足被口述的材料必须是某个群落的成员经历世代共同传承，而且口述傳統需要与事实见证（testimony）和口述历史区分开。普遍来说，口头传统指通过传说进行的文化内容传承。 作为一项专业准则，口头传统可以同时表示一群研究对象和一种作为研究手段的科学方法 -- 这种方法可以被称为“口头传统方法”，“口头程式理论”（Oral-Formulaic Composition）和“派瑞-洛德理论”（Parry-Lord Theory，取自两位创始人的姓氏，见下文）。针对口头传统的研究不同于针对口述历史研究的专业准则， 因为口头历史是将个人的回忆和身处过相应时代历史事件的人物经历给记录下来。口头传统和口述也应当区分开，因为口述被定义为人的想法和其语言表达，而在社会中通常大多数人并不掌握符合相关素质的读写能力。

## 对口头传统的研究

### 历史

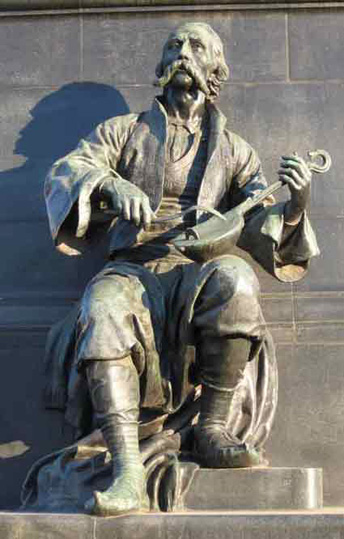
菲利普·维什尼奇（1767-1834），塞爾維亞的盲人古斯莱歌手

与格林兄弟同时代且交好的塞尔维亚学者吴克·史蒂芬纳维奇·卡拉季奇(1787–1864)在自己的作品中提到，口头传统开始作为一项学科被研究是有一定渊源的。 
当时吴克在拥有同源传统的斯拉夫南部地区致力于“抢救民歌”（与抢救考古相似）的项目，后来这些地区都并入了南斯拉夫，作品都融合了浪漫主义及民族主义（他将克罗地亚的塞尔维亚人也看作塞尔维亚人）。而后，在统一民族主义民歌研究领域的突厥语言文学专家瓦西里·拉德洛夫开始将目光转到喀拉-吉尔吉斯自治州上，该州后成为苏联一部分。卡拉季奇与拉德洛夫的研究成为后世米爾曼·帕里的模板。 

### 约翰·迈尔斯·弗里
弗里继续沿着帕里和洛德开创的新路，继续自己的研究提出了“帕里－洛德的程式（修辞学层面的“词”）、主题（典型场景层面的“词”）和故事型式（整个故事层面的“词”）是歌手的组构部件和发表单元，演唱中的特殊化语言便是由它们构成的”自己独到的新见解。出版了很多关于口头传统的研究论文奠定了口头传统的学科地位。他的代表著《口头诗学：帕里-洛德理论》中明确地指出口头传统是独立的学科。
弗里策划和主编的《口头传统》刊物1986年在美国创刊。这个刊物的出现，标志着一个新的人文学术，从此，口头传统研究正式走上学术前台成为一种显学。2002年，美国的《口头传统》杂志出版了中国研究专辑，标志着这种学术对话的进一步深入。《口头传统》是美国密苏里大学口头传统研究中心主办的学术刊物，在国际人文学术界享有盛誉，上个世纪后半叶西方口头传统研究蒸蒸日上，并直接导致人文学术研究的范式转换，这份刊物功不可没。

## 批评及争议
口头传统理论遭到了一些学者的早期阻力，他们认为它可能支持荷马问题中“统一说”和“分析说”之间争议的其中一方。“统一说”相信荷马是一个单一的历史人物，而“分析说”认为他是一个概念性的“作者功能”，一个为传统的叙事习惯冠上的一个方便的称呼。对该理论及其含义的更普遍的驳斥简单地将其描述为“无法证明的”。一些主要是口头传统领域以外的学者，认为这一理论的工作体系将伟大的史诗缩小为像“传话游戏”这样的儿童派对游戏，尽管这个游戏展示了消息如何通过非实质性传输，来扭曲内容并提供娱乐。但是，佩里的支持者认为，口头传统理论揭示了口头方法如何优化信噪比，从而改善了内容传输的质量，稳定性和完整性。
口头传统理论的一些调研结果是有争议的。例如，那些试图支持或反驳克朗（Crowne）假说的人在许多古英语诗歌中发现了“海滩上的英雄”的公式。同样的，它也见于其他日耳曼文学作品，中古英语诗歌，甚至冰岛散文传奇中。 J.A.戴恩（J.A.Dane）在一篇被描述为“缺乏严谨性的辩论”的文章中，声称古希腊诗歌的主题，一种与日耳曼人没有联系的传统，证明了“口头诗人行李中的自主主题“的观念是错误的。
具体而言，在荷马史研究中，洛德的The Singer of Tales几乎影响了此后所有的关于荷马以及公式化口头作品的文章。它着重讨论将口头公式化理论应用于有问题的文字材料，如伊利亚特，奥德赛，甚至貝奧武夫所产生的一连串的疑惑和问题。作为对洛德的回应，杰弗瑞·柯克（Geoffrey Kirk）出版了“The Songs of Homer”，质疑洛德将塞尔维亚和克罗地亚文学的口头形式化的性质（该理论最初发展的领域）扩展到了荷马史诗。柯克认为，荷马史诗与“严格的韵律”“公式化的系统”以及创造力有着不同的传统。换句话说，柯克争辩说，荷马史诗是在一种不同的系统下吟诵的，这使得吟诵者可以更自由地选择文字和段落来达到相同的效果，不同于与仅仅以“繁殖”为目的的塞尔维亚 - 克罗地亚诗人。此后不久，埃里克·海弗洛克（Eric Havelock）的“Preface to Plato”彻底革新了学者们对荷马史诗的看法，他不仅争辩说它是口头传统的产物，而且其中所含的口头形式也是古希腊人跨世代地保存文化知识的一种方式。佩里在他1966年的作品“Have we Homer's Iliad?”中，将当时最完备发展的口头诗人的存在理论化，即一个人可以（根据他的判断）创造性地和智慧地在被接受的，传统的故事中创造出细致入微的人物。事实上，他将塞尔维亚 - 克罗地亚的传统忽略到几乎“不幸”的程度，而选择将希腊口头传统模式提升到所有其他模式之上。洛德在1968年出版的“Homer as Oral Poet”的文章中对柯克和佩里的散文做出了回应，该文重申了洛德对南斯拉夫诗歌的相关性及其与荷马的相似性的信念，并淡化了荷马史诗朗诵者的知识和文学角色。
许多对该理论的批评已被吸收到不断发展的领域中，作为有用的完善和修改。例如，在弗里称之为“关键”的贡献中，拉瑞·本森（Larry Benson）引入了“书面公式化”的概念来描述一些盎格鲁 - 撒克逊诗歌的地位，尽管这些诗歌经过了明确的书写，但其中包含口头影响的证据，包括严重依赖公式和主题。许多地区的许多个别学者对理论的适用性或南斯拉夫比较的适应性持怀疑态度，尤其是他们认为它把对合法创造的影响归因于个别艺术家。但是，目前对理论的基本原则似乎没有系统或理论上的协调挑战；正如弗里所说的那样，“关于对这一理论的修正或改变有过许多建议，但大多数争议让我们产生了对其进一步的理解。”

## 外部連結
- Back to the Oral Tradition
- The Center for Studies in Oral Tradition
- The Milman Parry Collection of Oral Literature Online（页面存档备份，存于）
- Oral Tradition Journal（页面存档备份，存于）
- The World Oral Literature Project（页面存档备份，存于）
- Post-Gutenberg Galaxy
- Dédalo Project. Open Software Platform for Management of Intangible Cultural Heritage and Oral History
- Archive of Turkish Oral Narrative at Texas Tech University（页面存档备份，存于）